# Sankt Laurentii kyrkoruin
Sankt Laurentii kyrka i denna artikel ska inte förväxlas med Sankt Laurentii romersk-katolska kyrka i samma stad

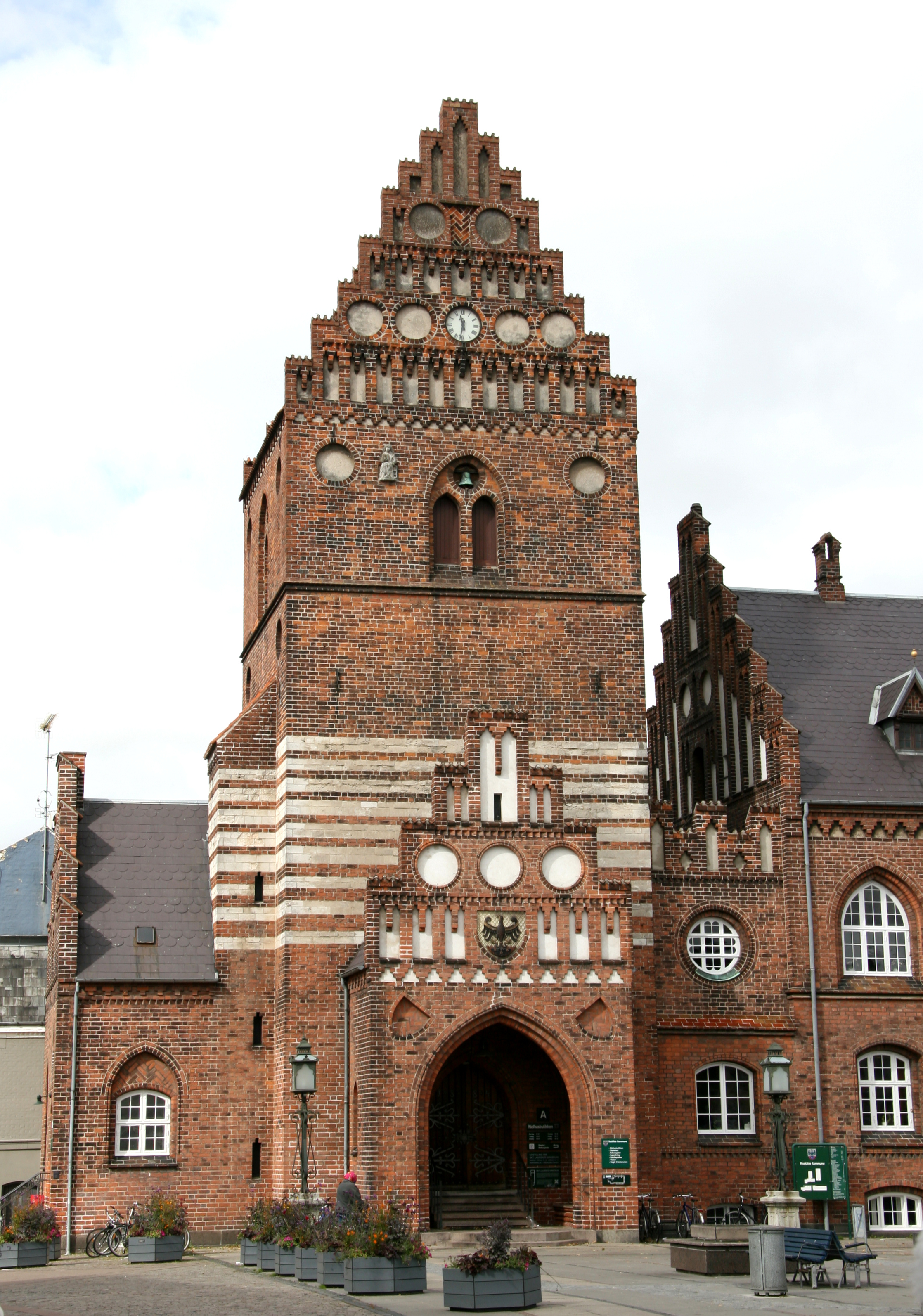
Stadshuset i Roskilde, Danmark med delar av Sankt Laurentii kyrka.

Sankt Laurentii kyrka är en medeltida före detta kyrka i Roskilde, Danmark vid Stora torget, Stændertorvet, mitt i staden. Denna kyrka byggdes omkring år 1100. Resterna av själva grunden till kyrkobyggnaden (skeppet och kyrksalen) ligger under torget i Roskilde, sedan detta nedrivits 1537 efter reformationen 1536, men tornet står kvar och fungerar som rådhustorn för Roskilde rådhus intill, som uppfördes 1884.
Uppe på kyrktornet till vänster om torngluggen med timklockan finns en skulpturerad figur i sandsten som föreställer en man med en bok i höger hand och ett halster i vänster hand. Det föreställer Sankt Lars, på latin Sankt Laurentius, som var kyrkans skyddshelgon och givit kyrkan dess namn. Halstret hör samman med helgonets martyrdöd.
Vad som återstår av kyrkans skepp kan ses i ett särskilt museum under torget och det finns också ett fönster från torget att se igenom mellan bänkarna och torgets fontän. I torgets gatusten finns också markeringar över kyrkans grundplan. Dessa lämningar grävdes fram 1931 och då fann man att golvet höjts minst fyra gånger för att soporna från staden höjde stadens marknivå. Man fann att de nedre golven låg 1,5–2 meter under de övre.
Kyrkan lär ha liknat andra kyrkor i Roskilde under medeltiden som kan ha haft samma byggmästare. Kyrkan har antagligen en gång också haft två torn, liksom en annan kyrka i Roskilde (Sankt Olai kyrka). Dessa båda torn har senare delvis rivits och byggts samman om de inte redan varit sammanbyggda.